# 豆浆机

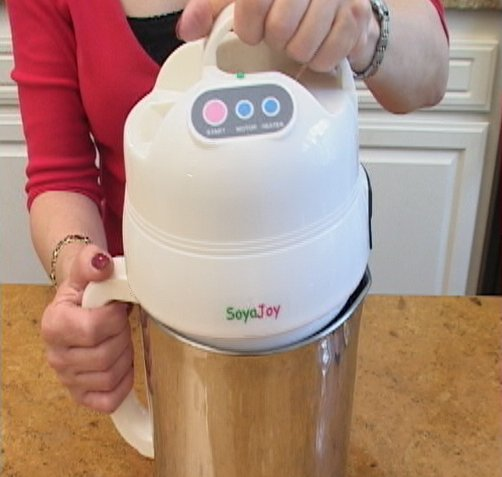
众多不同种类的豆浆机之一的样品

豆浆机是一种小型厨房用具，可自动烹饪豆浆，豆浆是一种由大豆制成的非乳制品饮料。豆浆机的工作原理类似于家用搅拌机和自动咖啡机的组合。一些豆浆机还可以编程来制作杏仁奶、米浆和其他植物性浸泡饮料。
自制豆浆可以根据饮用者的口味和营养需求制作。豆浆是豆浆制备的副产品，可用作许多食谱和食品的成分。
在家制作豆浆的普通方法通常非常耗费人力（需要将豆子浸泡、在搅拌机中研磨、过滤，然后煮熟）。豆浆机自动执行其中许多步骤，从而简化了家庭豆浆生产。